# 1900年の政治
1900年の政治（1900ねんのせいじ）では、1900年（明治33年）の政治分野に関する出来事について記述する。国の記載がない場合は、日本の政治に関する出来事について記載する。

## できごと

### 1月
- 1月13日 - 長野県松本町の普選同盟会、衆議院に普通選挙実施の請願書提出。
- 1月18日 - 普通選挙期成同盟会（東京）、衆議院に普通選挙実施の請願書提出。
- 1月28日 - 社会主義協会発足。会長に安部磯雄、幹事に片山潜。幸徳秋水、堺利彦が参加。

### 2月
- 2月15日 - 田中正造、足尾鉱毒事件被害民弾圧について衆議院で質問。
- 2月28日 - イギリスで労働代表委員会（現：労働党）結成。

### 3月
- 3月7日 - 土地収用法公布。
- 3月10日 - 治安警察法公布。集会及政社法廃止。
- 3月13日 - 郵便法、郵便為替法公布。
- 3月14日 - 電信法公布。
- 3月16日 - 私設鉄道法、鉄道営業法公布。
- 3月22日 - 保険業法公布。
- 3月29日 - 衆議院議員選挙法改正、公布。選挙権に必要な納税額を10円に引き下げる。選挙制度は単記無記名投票、1府県1選挙区の大選挙区制採用。

### 4月
- 4月2日 - ベルギー、義務教育制度導入。
- 4月9日 - 内閣官制、文官任用・分限・懲戒令などに関する勅令を枢密院諮詢項目とする。
- 4月27日 - 各省官制通則改正公布。次官を総務長官と改称。官房長、総務局設置。
- 4月30日 - ハワイ基本法が制定され、ハワイを準州に指定。

### 5月
- 5月19日 - 陸海軍省官制改正。軍部大臣現役武官制。
- 5月31日
  - 憲政党幹部、山県有朋首相に党員の入閣を要請するも拒否される。
  - 英軍、ヨハネスブルグを占領。ボーア戦争に事実上、勝利。

### 6月
- 6月1日 - 憲政党幹部等、伊藤博文に党首就任を要請。
- 6月2日 - 行政執行法公布。
- 6月21日 - 義和団の乱勃発。

### 7月
- 7月3日 - ジョン・ヘイ国務長官、清の領土保全・機会均等を列強に要請。
- 7月16日 - レーニン、スイスに亡命。

### 8月
- 8月4日 - 連合軍、天津を進発し北京攻略へ。
- 8月13日 - 西太后、光緒帝を伴い北京を脱出し、山西省太原へ避難。
- 8月14日 - 連合軍、北京入城。ロシア軍、アムール川を越えて満州に南下。
- 8月20日 - 小学校令改正公布。尋常小学校を4年制に統一。

### 9月
- 9月13日 - 憲政党解党。
- 9月15日 - 立憲政友会発足。総裁に伊藤博文。
- 9月26日 - 山県有朋首相、辞表を捧呈。

### 10月
- 10月7日 - 伊藤博文に大命降下。
- 10月11日 - 英国総選挙。ウィンストン・チャーチル初当選。
- 10月19日 - 伊藤博文が第10代内閣総理大臣に就任。第4次伊藤内閣発足。

### 11月
- 11月12日 - 戦艦三笠の命名式がイギリスのバーローで行われる。
- 11月15日 - 星亨逓信大臣が汚職の容疑で告発される。

### 12月
- 12月1日 - メキシコでポルフィリオ・ディアスが大統領に当選（6期目）。
- 12月18日 - 憲政本党、大隈重信を党総理（党首）に推す。
- 12月21日 - 星亨逓相、辞表奉呈。
- 12月22日
  - 星逓相辞任。後任に原敬。
  - 第15回（通常）帝国議会召集。
- 12月24日 - 義和団の乱で在北京列国公使団が12ヶ条の講和条件を提示する。
- 12月25日 - 第15回議会開院式。
- 12月28日 - フランス国民議会、ドレフュス事件に関する恩赦法案を可決。
- 12月30日 - 清朝、講和条件を受諾。